# Marco Bigio

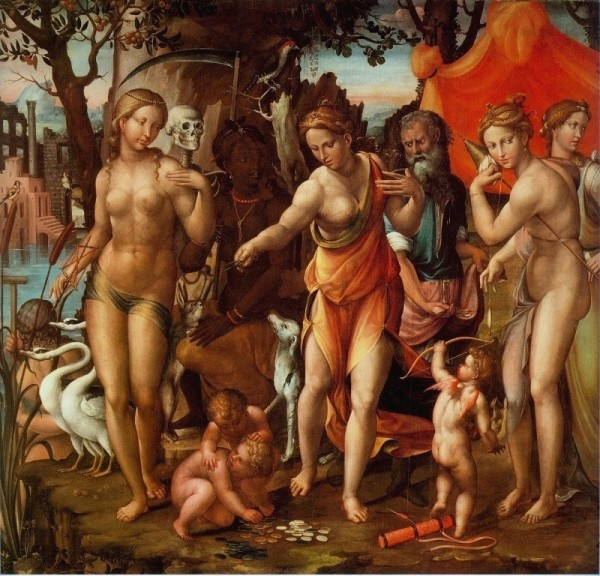
Les Trois Parques, Villa Barberini, Rome.

Marco Bigio (né à Sienne, actif entre 1523 et 1550)  est un peintre italien de la Renaissance.

## Œuvres
- Sacra Famiglia con San Giovannino (1540), huile sur panneau, 49 × 33 cm,
- Les Trois Parques (1540-1550), peinture sur toile, 200 × 212, Galerie nationale, villa Barberini, Rome[2],
- Madonna col Bambino e santa Maria Maddalena, huile sur panneau, tondo, diamètre 80 cm,
- La Maddalena, huile sur panneau, 133,5 × 97 cm,
- Maria Maddalena in preghiera con un paesaggio marino nello sfondo, huile sur toile, 112 × 93,5 cm,
- Madonna col Bambino, San Giovanni e angeli, tempera sur bois, 66 × 66 cm.